# Torzpókfélék
A torzpókfélék (Atypidae) a pókok (Araneae) rendjébe, a négytüdős pókok (Mygalomorphae) alrendjébe tartozó család.

## Elterjedésük
Észak-Amerikában a Sphodros és az Atypus, Ázsiában és Afrikában az Atypus és a Calommata, Európában kizárólag az Atypus (abból is csak az Atypus affinis, A. muralis és A. piceus fajok) találhatók meg.

## Nemek
- Atypus Latreille, 1804 – Nagy-Britanniától Ukrajnáig, Ázsia, Észak-Afrika, USA (29 faj)
- Calommata Lucas, 1837 – Ázsia, Afrika (7 faj)
- Sphodros Walckenaer, 1835 – USA, Mexikó (7 faj)

## Jellemzőik

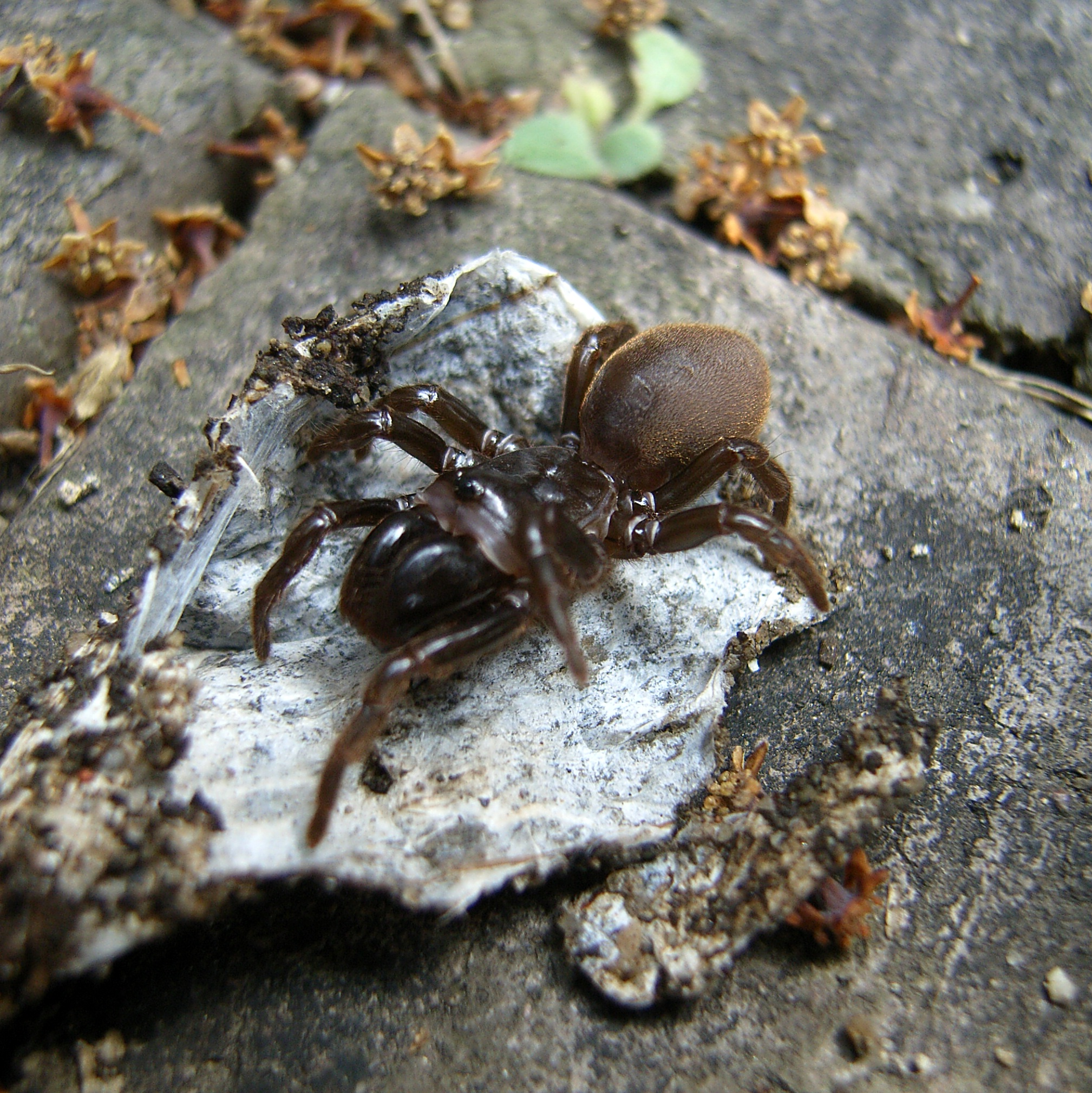
Atypus karschi

A család tagjainál a 8 egyszerű szem egy ovális foltban, a fejtor elülső szegélyén csoportosul.
Az Atypus-fajok függőleges tárnákat ásnak, akár fél méter mélyre is. Ezt sűrűn szövött lakócsővel bélelik, ami a talajszintre érve a talaj felszínével párhuzamosan futó zárt folyosóként folytatódik. A pók a lakócső alján várakozik, ha a háló rezgései felhívják a prédára a figyelmét, megszúrja a hálón keresztül, majd elvágja a hálót és a tárna aljára húzza áldozatát. A Calommata-fajok nem szőnek hálót, földbe ásott üregben élnek. A Sphodros-fajok lakócsövüket fatörzsek mellé szövik.
A torzpókféléknek méretükhöz képest hatalmas csáprágóik (chelicera) és hosszú fonószemölcseik vannak, bár utóbbiak kisebbek a tölcsérhálós tarantulafélék (Dipluridae) fonószemölcseinél. Némely faj hímjei élénk színezetűek, és vándorolva keresik a nőstények szőtte lakócsöveket. A nőstények vörösesbarnák vagy sötét színezetűek.
A délkelet-ázsiai Atypus-faj testhossza nőstényeknél 7–21 mm, hímeknél 12 mm körül van. Ugyanezen terület Calommata-fajainak hossza a nőstényeknél 23–30 mm, a hímeknél mindössze 7 mm.

## Fordítás
- Ez a szócikk részben vagy egészben az Atypical tarantula című angol Wikipédia-szócikk ezen változatának fordításán alapul.  Az eredeti cikk szerkesztőit annak laptörténete sorolja fel. Ez a jelzés csupán a megfogalmazás eredetét és a szerzői jogokat jelzi, nem szolgál a cikkben szereplő információk forrásmegjelöléseként.